# Ablaze in Hatred
Ablaze in Hatred ist eine finnische Funeral- und Death-Doom-Band aus Helsinki, die 2004 gegründet wurde.

## Geschichte
Die Band wurde im Jahr 2004 von den Freunden Juhani Sanna (E-Gitarre) und Mika Ikonen (E-Gitarre, Gesang) gegründet. Im Herbst wurde mit dem Schreiben der Lieder für ein erstes Demo begonnen. Anfang 2005 waren diese bereit zum Aufnehmen. Hierfür kamen im Frühling Antti Hakkala als Schlagzeuger und Miska Lehtivuori als Bassist hinzu. Im August begab sich die Band schließlich ins Studio, um das Demo Closure of Life in den Noisecamp Studios in Turku mit dem Produzenten Kari Nieminen aufzunehmen. Die Veröffentlichung fand im September statt. Im Oktober unterzeichnete die Band einen Plattenvertrag bei Firebox Records. Nachdem im Juni 2006 das Debütalbum Deceptive Awareness aufgenommen worden war, wurde es Anfang Oktober bei dem Sub-Label Firedoom Music veröffentlicht. Es war das letzte Album von Firebox Records, das in Deutschland vertrieben wurde. Im Juni 2008 wurde das zweite Album The Quietude Plains, erneut in den Noisecamp Studios mit Kari Nieminen aufgenommen. Die Veröffentlichung fand 2009 statt, erneut bei Firedoom Music.

## Stil
Christian Hector vom Metal Hammer verglich die Band in seiner Rezension zu Deceptive Awareness mit Shape of Despair, da „sie für die melancholisch-melodische Seite des Funeral- und Death Dooms“ stünden. Der Gesang sowie die Gitarrenmelodien seien bei Ablaze in Hatred im Vergleich zu Shape of Despair jedoch nur zweitklassig.  Auch DemonDust von metalrage.com ordnete die Band dem Funeral- und Death-Doom zu. Die Musik klinge depressiv und atmosphärisch, wobei man von schweren, aber auch melodischen Riffs Gebrauch mache. Hierbei arbeite die Gruppe ebenfalls atmosphärische Keyboardklänge sowie Growls ein. Die Band sei mit Draconian, Swallow the Sun, Katatonia und My Dying Bride vergleichbar. Auf dem Album vermisse man jedoch einen eigenständigen Klang. David Perri schrieb in The Collector’s Guide of Heavy Metal Volume 4: The ’00s über The Quietude Plains, dass hierauf Doom Metal im Stil von My Dying Bride, jedoch mit Growling, zu hören ist. Die Musik verkörpere Einsamkeit, wobei die Band die Musik kompetent spiele.

## Diskografie
- 2005: Closure of Life (Demo, Eigenveröffentlichung)
- 2006: Deceptive Awareness (Album, Firedoom Music)
- 2009: The Quietude Plains (Album, Firedoom Music)